# Gerrit de Wet
Gerrit de Wet, né entre 1609 et 1611 à Haarlem et mort en 1674 à Leyde, est un peintre du siècle d'or néerlandais.

## Biographie
Disciple de Rembrandt et frère du peintre Jacob de Wet, Gerrit de Wet est membre de la guilde de Saint-Luc d'Haarlem de 1643 à 1663. En 1664, il épouse Geertruyt van Tongeren à Leyde où il s'installe. Il est membre de la guilde de Saint-Luc de Leyde de 1664 à sa mort, en 1674. Gerrit de Wet a réalisé des scènes de genre, des portraits et des paysages dans un style proche de celui de son maître.